# Expedição Seymour
A Expedição Seymour (chinês tradicional: 西摩爾遠征) foi uma tentativa de uma força militar multinacional liderada pelo almirante Edward Seymour de marchar para Pequim e aliviar o Cerco das Legações dos ataques das tropas do governo da China Qing e dos Boxers em 1900. Os combatentes chineses e boxers derrotaram os exércitos de Seymour e os forçaram a retornar a Tianjin (Tientsin). Foi seguida mais tarde no verão pela bem-sucedida Expedição Gaselee.

## Contexto histórico

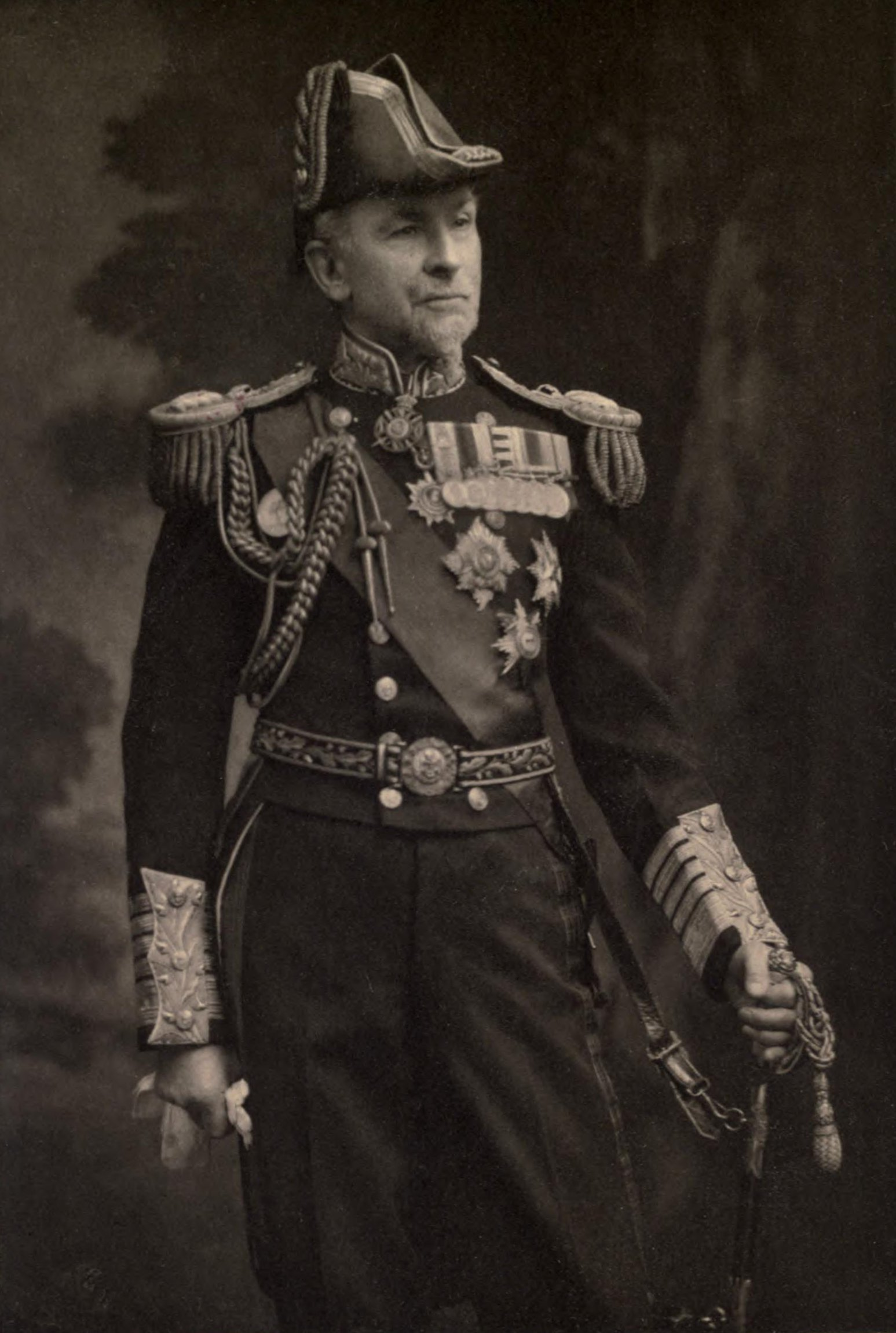
Vice-Almirante Sir Edward Hobart Seymour

Bandos de boxers avançaram sobre Pequim em maio e junho de 1900. A corte Qing estava ambivalente sobre os boxers, temendo que eles pudessem se tornar anti-Qing. Os boxers se tornaram uma séria ameaça aos cidadãos ocidentais e japoneses, assassinando missionários e cristãos chineses vivendo no norte da China. As legações diplomáticas em Pequim solicitaram que guardas fossem enviados para protegê-las. Como tal, mais de 400 fuzileiros navais e tropas navais de oito países chegaram a Pequim em 31 de maio. No entanto, quando os boxers começaram a representar uma ameaça mais significativa, tornou-se aparente que tropas adicionais eram necessárias. Em 9 de junho, Sir Claude Maxwell MacDonald, o Ministro Britânico na China, telegrafou ao Vice-Almirante Edward Hobart Seymour, comandante da Estação da China da marinha britânica, que a situação em Pequim estava se tornando mais séria e que tropas deveriam ser desembarcadas com todos os arranjos feitos para um avanço a Pequim [Beijing] imediatamente.
Respondendo à mensagem de MacDonald, Seymour reuniu em 24 horas uma força de mais de 2 000 marinheiros e fuzileiros navais de navios de guerra europeus, americanos e japoneses. Ele se preparou para embarcar para Pequim de trem a partir de Tianjin, 75 milhas de distância. Sua força consistia em 916 britânicos, 455 alemães, 326 russos, 158 franceses, 112 americanos, 54 japoneses, 41 italianos e 26 austríacos. O Chefe de Estado-Maior de Seymour era Capitão John Jellicoe.
Os diplomatas em Pequim antecipavam que Seymour chegaria em 11 de junho. Eles não solicitaram permissão da corte imperial nem informaram a corte de suas intenções. Eles tinham, efetivamente, lançado uma invasão.

## Avanço rumo a Pequim

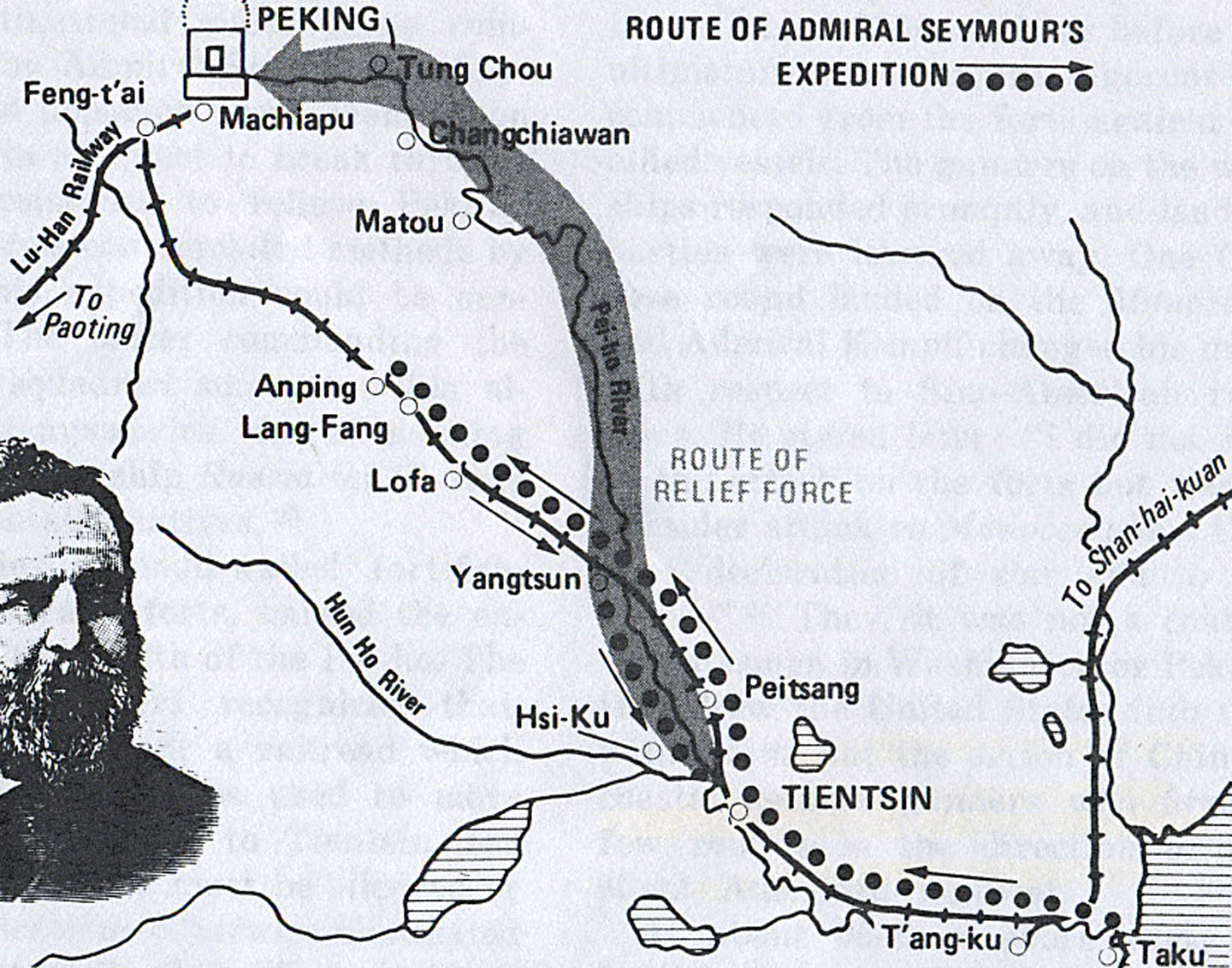
A rota da Expedição de Seymour

Seymour requisitou cinco trens em Tianjin e partiu para Pequim com toda sua força na manhã de 10 de junho. No primeiro dia, os soldados viajaram 25 milhas sem incidente, cruzando uma ponte em Yancun sobre o Rio Hai sem oposição; embora o general chinês Nie Shicheng e milhares de seus soldados estivessem acampados lá, os soldados de Nie eram amigáveis e não atacaram. Nie havia deixado o exército de Seymour passar porque ele havia deliberadamente recebido ordens contraditórias de Ronglu, um líder político e militar manchu que estava trabalhando para descarrilar os esforços de capturar as legações. Os próximos dias foram lentos, já que Seymour teve que reparar trilhos de trem e lutar contra ataques boxers enquanto seus trens avançavam. Em 14 de junho, várias centenas de boxers armados com espadas, lanças e gingals atacaram Seymour duas vezes e mataram cinco soldados italianos. Os americanos contaram 102 corpos de boxers deixados no campo de batalha ao final de uma batalha.
O governo chinês havia revertido suas posições anteriores após saber da invasão, decidindo absorver as forças boxers e ordenar ao exército que defendesse contra a marcha de Seymour para a capital.

### Batalha de Langfang

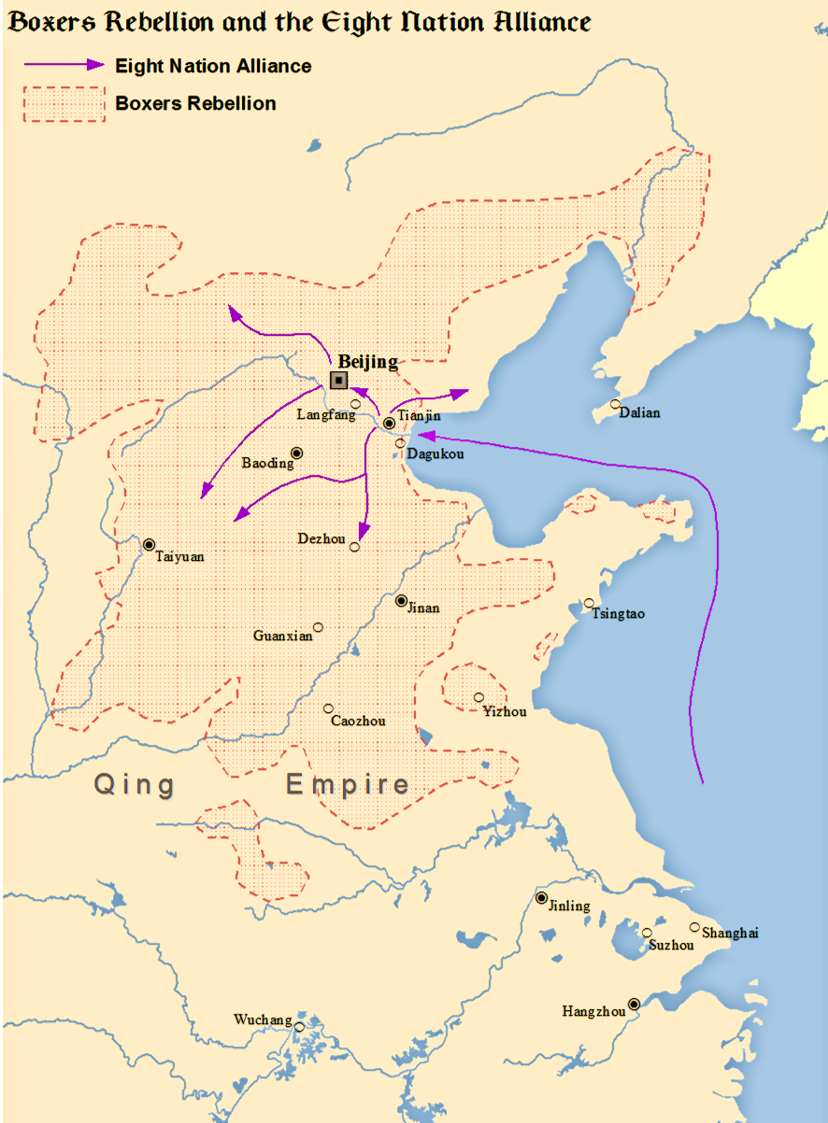
Rebelião dos Boxers e Aliança das Oito Nações, China 1900-1901

O general Dong Fuxiang, junto com seus Bravos de Kansu (muçulmanos chineses), se preparou para emboscar o exército ocidental invasor. O general Ma Fuxiang e o general Ma Fulu planejaram pessoalmente e lideraram o ataque, com um movimento em pinça ao redor da força europeia. Em 18 de junho, as tropas de Dong Fuxiang, estacionadas no Parque de Caça no sul de Pequim, atacaram em múltiplos pontos, incluindo Langfang. A força de 5 000 incluía cavaleiros armados com rifles modernos. As tropas estrangeiras, especialmente os alemães, repeliram o ataque, matando centenas de chineses com uma perda de sete mortos e 57 feridos. Os Bravos de Kansu perderam 200 e os boxers outros 200. A necessidade de cuidar dos feridos, a falta de suprimentos e a probabilidade de ataques chineses adicionais levaram Seymour e seus oficiais a decidir recuar para Tianjin. O inesperado ataque do exército chinês a Seymour foi uma resposta ao ataque europeu e japonês aos Fortes Taku dois dias antes; combinado com as notícias da incursão de Seymour, o governo Qing formalmente neutro deu seu apoio total ao movimento boxer.
Durante uma das batalhas em Langfang, boxers armados com espadas e lanças atacaram as tropas britânicas e americanas. Os britânicos estavam armados com rifles .303 Lee–Metford, enquanto os americanos carregavam consigo o M1895 Lee Navy. À queima-roupa, um soldado britânico teve que disparar quatro balas em um boxer antes que ele parasse; o comandante americano, Bowman McCalla, também relatou que seus homens tinham testemunhado boxers sustentando múltiplos ferimentos de bala antes de morrer.

## A retirada
Seymour virou seus cinco trens e seguiu de volta em direção a Tianjin. No entanto, ele descobriu que os boxers ou o Exército Chinês haviam destruído a ponte sobre o Rio Hai que ele havia cruzado anteriormente. A expedição teria que cruzar o rio de barco e caminhar dezoito milhas até Tianjin ao longo da ferrovia ou seguir o rio por uma rota mais longa de 30 milhas. Os marinheiros, talvez mais confortáveis perto da água, escolheram seguir o rio; Seymour não contestou sua decisão apesar da rota terrestre ser mais curta e menos exposta.
A retirada de Seymour pelo Rio Hai foi lenta e difícil, cobrindo apenas três milhas no primeiro dia. As margens do rio eram densamente povoadas com civis simpáticos aos boxers que emboscaram os soldados conforme passavam e causaram mais atrasos. Baixas adicionais incluíram o Capitão Jellicoe, que sofreu um ferimento quase fatal. Em 22 de junho, os soldados estavam sem comida e reduzidos a menos de 10 cartuchos de munição por homem; apenas os americanos haviam pensado em embalar cartuchos adicionais. No entanto, eles supostamente nunca consideraram se render.
Em 23 de junho, seis milhas de Tianjin, Seymour encontrou o forte e arsenal Xigu do exército chinês que, inexplicavelmente, estava quase indefeso. Os soldados estrangeiros foram rápidos em se abrigar dentro, saqueando os suprimentos de comida do arsenal e substituindo suas armas e munição. Percebendo seu erro em deixar o arsenal indefeso, o exército chinês perseguidor tentou desalojar as forças de Seymour, que agora estavam bem aprovisionadas e assim repeliram os ataques chineses.
Um servo chinês dos britânicos escapou até Tianjin e deu o alarme. Uma força de 2 000 soldados marchou para fora da cidade até o arsenal em 25 de junho, e escoltou os homens de Seymour de volta a Tianjin no dia seguinte. Os chineses não se opuseram à sua passagem. Um missionário relatou sua chegada em Tianjin: "Nunca esquecerei até meu último dia, a longa fila de soldados empoeirados e desgastados pela viagem, que por duas semanas haviam estado vivendo com rações de um quarto, e lutando todos os dias ... os homens foram recebidos por gentis senhoras com baldes de chá que os pobres rapazes beberam como nunca haviam bebido antes – alguns irrompendo em lágrimas." Dos 2.000 homens iniciais na expedição Seymour, houve 62 mortos e 232 feridos.
Os estrangeiros sitiados nas legações em Pequim, desconhecendo a derrota, mantiveram esperança por várias semanas depois de que Seymore viesse em seu auxílio. Até mesmo o governo chinês inicialmente desconhecia a vitória.

## Avaliação
A expedição Seymour foi descrita na mídia estrangeira como um "fracasso sério" e uma "humilhação". Seymour havia subestimado seu oponente chinês, confiando que poderia avançar rapidamente para Pequim com pouca ou nenhuma oposição. Em vez disso, "a expedição de Seymour se tornou um grande alvo móvel para os boxers e tropas imperiais. Os pretensos salvadores ... precisaram de salvamento eles próprios". Os soldados e civis ocidentais e japoneses em Pequim foram deixados para resistir a um cerco de 55 dias pelos boxers e seus aliados Qing. Levou mais de um mês após a expedição Seymour para a Aliança das Oito Nações organizar um exército maior e melhor equipado para derrotar os chineses e marchar sobre Pequim a fim de aliviar o cerco do bairro das legações.
Comparados às forças ocidentais bem armadas e treinadas, os boxers tinham apenas quantidades limitadas de armas de fogo e lutavam principalmente com lanças e espadas; a maioria deles eram meninos e camponeses comuns que simplesmente atacavam diretamente contra o fogo de rifles sem proteção. No entanto, eles lutaram com coragem e determinação incomparáveis, às vezes até fingindo morte antes de saltar de volta quando o inimigo se aproximava; um soldado Aliado, Bigham, disse que eles não tinham "medo" ou "hesitação".
A expedição falhou por várias razões, sendo a principal delas o excesso de confiança por parte dos ocidentais, que consideravam os chineses como covardes e bárbaros sem habilidade de luta; assim, a expedição foi levemente armada e suprida na suposição de que chegar a Pequim seria questão de dias.
O Spectator apontou que a expedição foi "embarcar na suposição de que qualquer força de europeus, por menor que seja, pode derrotar qualquer força de chineses, por maior que seja." Outras razões incluem a perda de comunicação entre a expedição e o comando de Tianjin devido à sabotagem boxer das linhas telegráficas, a dependência excessiva do transporte ferroviário juntamente com a falha em proteger a ferrovia (que permitiu que a ponte fosse destruída e tornou os trens inúteis), e a falta geral de planejamento estratégico e visão do Almirante Seymour.